# Galeazzo Ciano
Gian Galeazzo Ciano, 2n comte de Cortellazzo i Buccari (18 de març de 1903 - 11 de gener de 1944), va ser un diplomàtic i polític italià, que va servir com a ministre d'exteriors del govern del seu sogre, Benito Mussolini, des de 1936 fins a 1943. Durant aquest període, va ser àmpliament considerat com el successor més probable de Mussolini com a cap de govern.
Era fill de l'almirall Costanzo Ciano, membre fundador del Partit Nacional Feixista; pare i fill van participar en la Marxa sobre Roma de Mussolini el 1922. El 1930 es va casar amb Edda Mussolini. Ciano va veure acció a la guerra italo-etíop (1935–36) i va ser nomenat ministre d'Afers Exteriors al seu retorn. Després d'una sèrie de derrotes de l'Eix a la Segona Guerra Mundial, Ciano va començar a pressionar per la sortida d'Itàlia i, com a resultat, va ser destituït del seu càrrec. Després va ser ambaixador al Vaticà.
El juliol de 1943, Ciano va ser un dels membres del Gran Consell del Feixisme que va forçar l'expulsió de Mussolini i la posterior detenció. Ciano va procedir a fugir a Alemanya però va ser detingut i lliurat al nou règim de Mussolini amb seu a Salò, la República Social Italiana. Va ser condemnat a mort en el judici de Verona el 10 de gener de 1944 i afusellat l'endemà.
Ciano va escriure i va deixar enrere un diari que ha estat utilitzat com a font per diversos historiadors, entre ells William Shirer a The Rise and Fall of the Third Reich (1960) (1960)  i al documental-drama de quatre hores de la HBO Mussolini and I (1985).

## Biografia

### Joventut i educació
Gian Galeazzo Ciano va néixer a Livorno el 1903. Era fill de Costanzo Ciano i la seva dona Carolina Pini; el seu pare era un almirall i un heroi de la Primera Guerra Mundial a la Regia Marina (per al qual va rebre el títol aristocràtic de comte del rei Víctor Manuel III).  El Ciano pare, sobrenomenat Ganascia ("La mandíbula"), va ser un membre fundador del Partit Nacional Feixista i reorganitzador de la marina mercant italiana als anys vint. Costanzo Ciano no estava per sobre d'extreure beneficis privats del seu càrrec públic. Usaria la seva influència per deprimir les accions d'una empresa, després de la qual cosa compraria una participació de control i després augmentaria la seva riquesa després que el seu valor repuntés. Entre altres propietats, Costanzo Ciano posseïa un diari, terres de conreu a la Toscana i altres propietats per valor de grans sumes de diners. Com a resultat, el seu fill Galeazzo estava acostumat a viure un estil de vida d'alt perfil i glamurós, que va mantenir gairebé fins al final de la seva vida. Pare i fill van participar en la Marxa sobre Roma de Mussolini el 1922.
Durant la Primera Guerra Mundial es va traslladar amb la seva família a Venècia , on va assistir al liceo ginnasio Marco Polo. Posteriorment es va traslladar a Gènova, on va obtenir el títol de batxillerat clàssic. Durant els seus estudis universitaris va exercir el periodisme a  Il Nuovo Paese, La Tribuna i, el 1924, L'Impero, òrgan feixista intransigent, que s'ocupava no de política sinó de crítica teatral: també va escriure un drama (La felicitat de Hamlet) i una obra en un sol acte (Fons d'or) que, un cop representada, no va aconseguir cap èxit; en una ocasió, durant l'actuació, ell i la seva companyia van ser objecte de llançament de verdures pel públic. En aquella època freqüentava els cercles artístics, periodístics i socials.
Després d'estudiar Filosofia del Dret a la Universitat de Roma, Galeazzo Ciano va treballar breument com a periodista abans d'escollir una carrera diplomàtica; aviat, va servir com a agregat a Rio de Janeiro. Segons la senyora Milton E. Miles, als anys 20 a Pequín, Ciano va conèixer Wallis Simpson, més tard la duquessa de Windsor, va tenir una aventura amb ella i la va deixar embarassada, provocant un avortament fallit que la va deixar infèrtil. El rumor es va estendre més tard però mai no es va corroborar i la dona de Ciano, Edda Mussolini, ho va negar.

### Ascens al règim

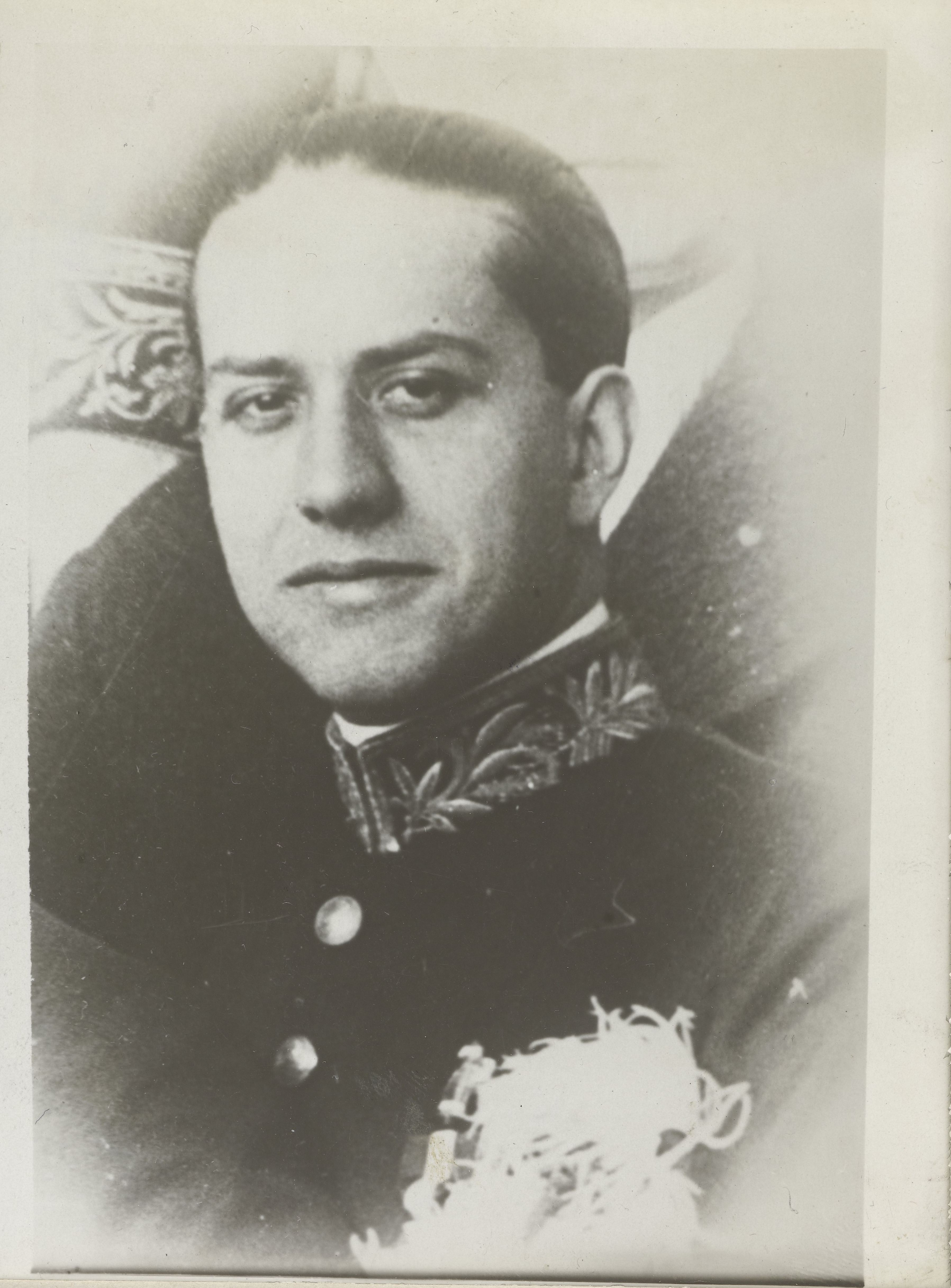
Galeazzo Ciano amb uniforme diplomàtic el 1930

El 24 d'abril de 1930 es va casar amb Edda Mussolini, la filla gran de Benito Mussolini, i van tenir tres fills (Fabrizio, Raimonda i Marzio), tot i que se sap que va tenir diverses aventures mentre estava casat.
Poc després del seu matrimoni, Ciano va marxar a Xangai per servir com a cònsol italià, on la seva dona va tenir una aventura amb el senyor de la guerra xinès Zhang Xueliang.
Havent tornat a Itàlia , l'1 d'agost de 1933 va ser nomenat cap del Gabinet de Premsa per Mussolini (per al control i orientació dels mitjans de comunicació de masses) amb el títol de subsecretari de Premsa i Cultura. El 1935 va esdevenir ministre de Premsa i Propaganda (el futur MINCULPOP),  després es va oferir voluntari per a la guerra d'Etiòpia (1935–36), on es va distingir com a pilot de bombarders , comandant el 15è esquadró de bombardeig Caproni. Va rebre dues medalles de plata al valor i va assolir el grau de capità. El seu futur oponent Alessandro Pavolini va servir en el mateix esquadró com a tinent.
L'any 1936 va ser nomenat ministre d'Afers Exteriors, el més jove en assumir el càrrec fins aleshores, prenent el relleu del mateix Mussolini (el subsecretari, de 1932 a 1936, havia estat Fulvio Suvich, que d'acord amb la nova línia de política exterior del Duce havia estat "destituït" com a ambaixador a Washington, igual que Dino Grandi, només quatre anys, va ser emvoat com a ambaixador a Londres). Potser va estar implicat en el doble assassinat dels germans Carlo i Nello Rosselli, culpable de ser els fundadors del moviment antifeixista Giustizia e Libertà i assassinats a la ciutat balneària francesa de Bagnoles-de-l'Orne el 9 de juny per sicaris feixistes francesos.

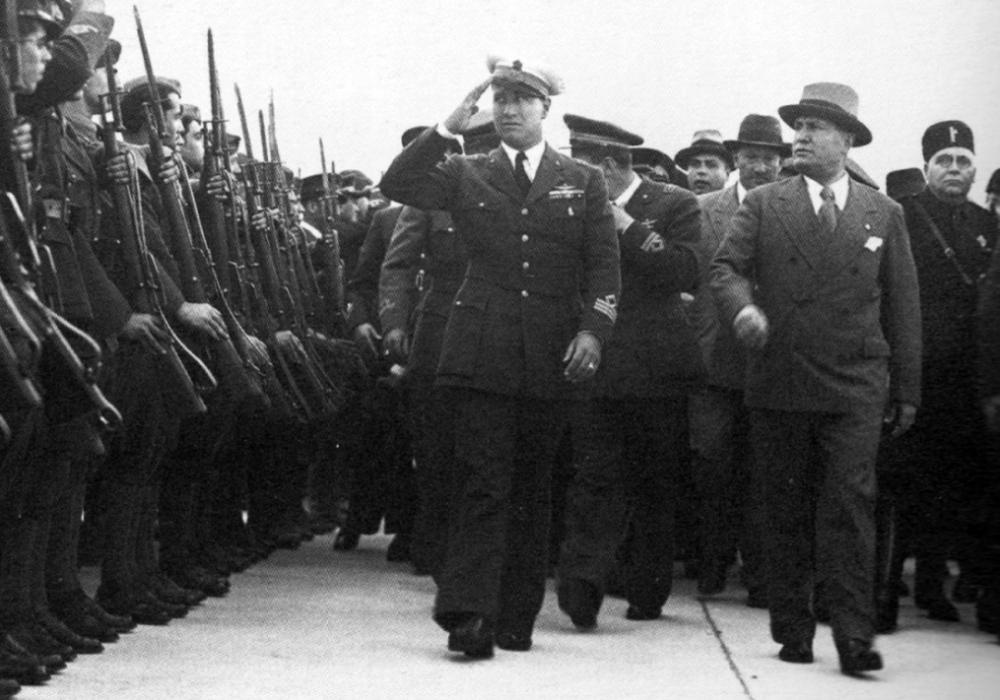
Galeazzo Ciano i Benito Mussolini revisen una unitat militar després del retorn de Ciano a Itàlia des de l'Àfrica oriental italiana – Bríndisi, 17 de maig de 1936

Ciano s'havia guanyat una certa confiança del príncep del Piemont Umberto di Savoia, fill de Víctor Manuel III, també en virtut dels deu anys d'amistat amb Giorgio Rea, professor emèrit del Politècnic de Torí força conegut a la Cort, amb qui comparteix una certa mentalitat, fins i tot un Cim discret, però més discret, que el més discret. Esdevingué el corresponsal predilecte entre Umberto (i Maria Josep) i el moviment feixista. Aquesta amistat va ser considerada productiva tant pel rei com pel Duce, ja que tots dos serien els respectius hereus de la Corona i del govern i les bones relacions entre els futurs hereus van tranquil·litzar els familiars sobre l'estabilitat futura de l'equilibri assolit. El sobirà li va atorgar el Collar de la Santíssima Annunciació, el màxim honor reial.
Probablement amb l'aprovació d'una part del príncep Umberto , Ciano va mantenir Itàlia allunyada de l'Alemanya de Hitler el màxim temps possible, amb l'ajuda de l'ambaixador a Berlín, Bernardo Attolico. Ciano va percebre clarament el perill que representava Hitler també per a Itàlia, quan els nazis van matar el primer ministre austríac Dollfuss, que havia tingut una estreta vinculació amb la família Mussolini (la dona i els fills de Dollfuss estaven de vacances a Itàlia a casa del Duce quan el seu marit va ser assassinat), i va poder veure en aquest acte de força un fred avís de les intencions del Führer.

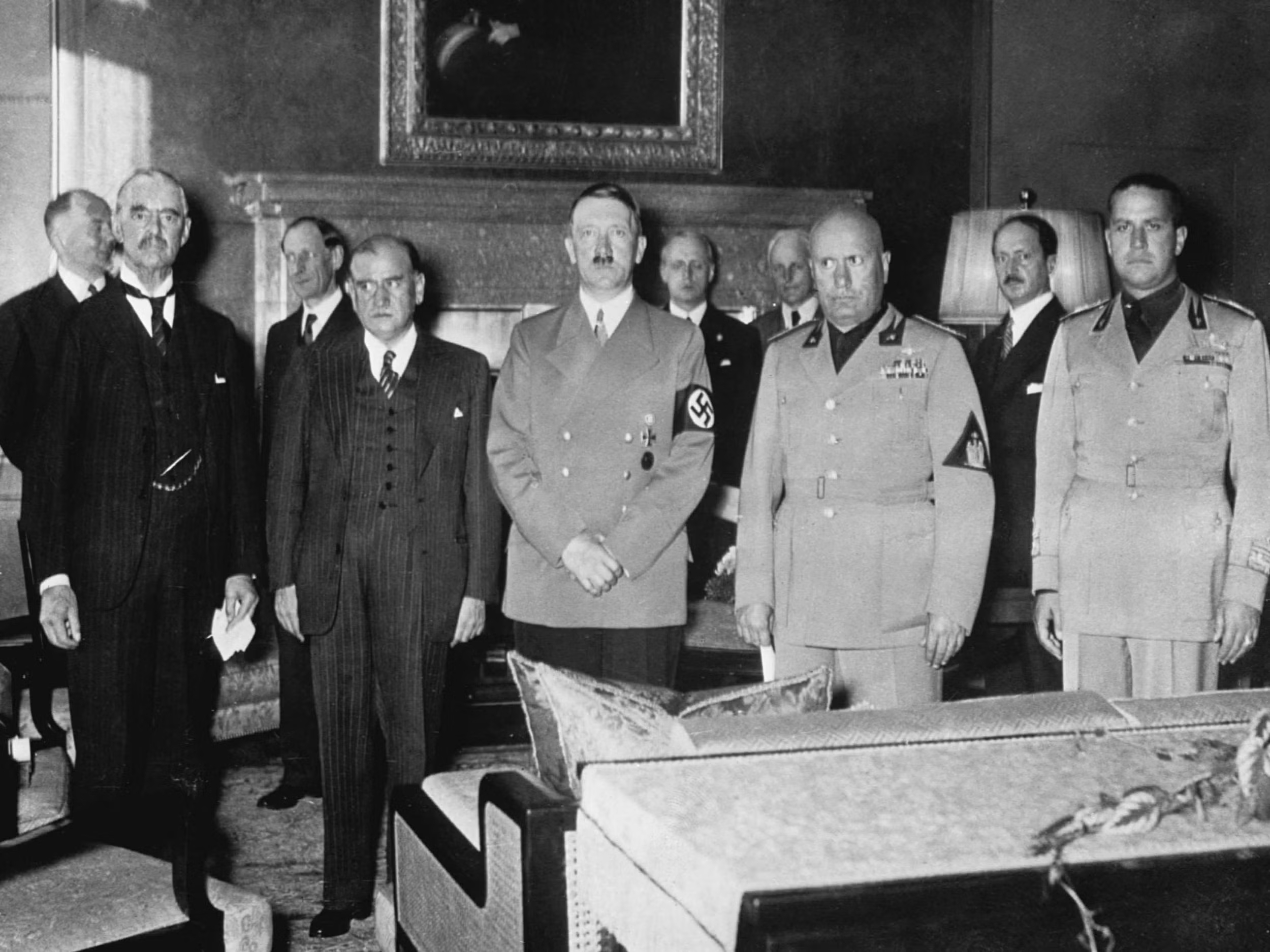
Ciano (extrema dreta) al costat (de dreta a esquerra) de Benito Mussolini, Adolf Hitler, Édouard Daladier i Neville Chamberlain abans de la signatura de l'Acord de Munic.

A poc a poc, arran d'una sèrie de reunions amb Joachim von Ribbentrop i Hitler que van portar a la signatura del Pacte d'Acer el 22 de maig de 1939 , Ciano (pràcticament obligat pel seu sogre a signar-lo, malgrat els seus intents d'endarrerir-ho, a causa de la informació que el ministre d'Afers Exteriors britànic Anthony Eden li havia enviat, instat i consolidat per Dino Grandi, que li havia fet arribar els seus dubtes) consolidà els seus dubtes sobre les nacions aliades, i tenia diversos desacords amb el seu sogre. Al final, com va escriure als seus diaris, no estava segur de si desitjar als italians "una victòria o una derrota alemanya".
El 23 de març de 1939 Ciano va esdevenir Conseller Nacional de la Cambra de Fasci i Corporacions. El 26 de juny de 1939 moria el pare Costanzo Ciano, president de la Cambra de Fasces i Corporacions, mentre estava en un sopar amb amics.

### Regne d'Albània

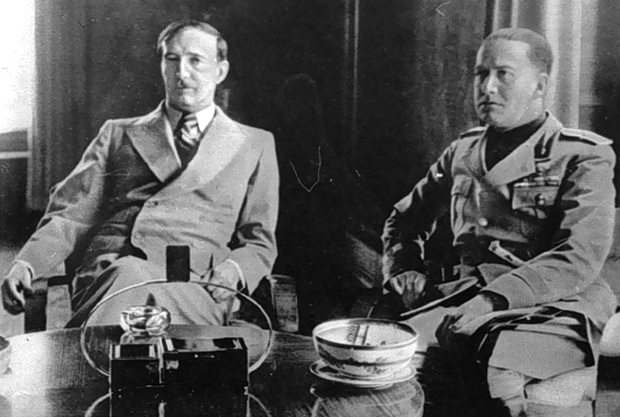
Ciano amb el rei Zogú I d'Albània

El 1937, abans de l'annexió italiana el 1939, Gian Galeazzo Ciano va ser nomenat ciutadà d'honor de Tirana .
Mentrestant, el 7 d'abril de 1939, un Divendres Sant, Itàlia havia envaït i poc després conquerit el  Regne d'Albània. Tirana feia temps que estava dins de l'esfera d'influència italiana i l'empresa, militarment poc exigent i no dificultada per la poca resistència trobada, consistia, a la pràctica, només en el desembarcament d'un petit contingent de tropes italianes als quatre principals ports albanesos, i va provocar una desena de morts en enfrontaments amb bandes de resistència civil.
El projecte, ja proposat anteriorment, es va realitzar ràpidament quan Alemanya , el març de 1939, va enviar les seves tropes a Txecoslovàquia i va establir el protectorat de Bohèmia i Moràvia; dins de l'Eix, aquestes operacions havien consolidat -a l'opinió pública- la imatge dels alemanys i alhora afeblit la dels italians, integrant una mena de jerarquia de facto. Ciano va assenyalar que Mussolini va reaccionar enfadat davant la notícia de les conquestes alemanyes (que no s'havien pactat prèviament i només li havien estat anunciades de manera sumaria) i que se sent especialment ofès per les comunicacions entusiastes que li va enviar el canceller nazi, jutjant-les com a "participacions" irritants. Així, des d'una perspectiva d'imatge, les accions alemanyes van assenyalar, amb una claredat vergonyosa, una disparitat de poder que calia posar remei, tant per mantenir el consens a casa com per evitar perdre l'autoritat (i, en conseqüència, els contactes) davant les altres potències europees.
Una expansió cap a Albània o cap al Regne de Iugoslàvia ja feia temps que es parlava a fons a Roma; pel que fa a Albània , el tema s'havia tractat en realitat amb Belgrad, primer amb Milan Stojadinović i després amb Cvektović,però aquest últim havia declinat l'oferta de partició, també per l'elevada presència d'albanesos en territori iugoslau, i havia sorgit un tractat (1937) que contenia un pacte de no agressió (1937) que contenia un pacte de no agressió italià que no era possible en realitat com un intent del regent Pau de Iugoslàvia per allunyar Itàlia i Alemanya). Tot i que Itàlia també tenia molts immigrants albanesos al seu sòl, així com nombroses comunitats del sud històricament vinculades lingüísticament i culturalment a Albània, aquesta condició va ser interpretada per Ciano com una facilitació: si era fàcil, va argumentar, gestionar-los a la seva terra, potser encara seria més fàcil, va concloure, gestionar-los a casa, i ell personalment organitzaria tota la seva empremta.
Alemanya, a més, havia indicat repetidament que no tenia interessos en aquests àmbits, per la qual cosa l'operació no hauria creat vergonya amb el seu aliat; i encara que Itàlia havia desenvolupat mentrestant, amb Ciano com a bon protagonista, l'activitat diplomàtica més important de tota la zona balcànica, Alemanya mantenia un control de facto sobre tota l'economia de la regió, i per tant era capaç de mirar amb certa indiferència els afers polítics locals.
El país, a menys de 150 quilòmetres de la costa pulla, havia estat, de fet, profundament influenciat per Itàlia des de la Primera Guerra Mundial, que havia acceptat el setembre de 1928 l'autoproclamació del rei Zog I, després acusat de ser un tirà procliu a l'enriquiment personal i al nepotisme. Mentre Zog I , a l'arribada dels italians, es refugiava a Grècia, la conquesta es va perfeccionar amb l'oferta de la corona d'Albània a Víctor Manuel III el 16 d'abril de 1939, amb una petita cerimònia celebrada al Quirinal.
El govern d'Albània va ser confiat al lloctinent del rei , Francesco Jacomoni di San Savino, que va ocupar el càrrec fins al 8 de setembre de 1943; Era un govern de façana , amb ministres albanesos recolzats per consellers italians amb poders de contrasignatura. Pel que fa al paper de Ciano en l'afer albanès, encara que no se'l reconeix formalment amb cap càrrec directe concret, sobretot en la historiografia anglosaxona se'l considera comunament el veritable "regent" de la colònia, i fins i tot en la historiografia italiana se l'esmenta sovint com a "virrei", ja que de fet es va comportar com a tal. El bateig d'un port en honor a la seva dona (Porto Edda), però encara més la promoció oberta de la supressió del Ministeri d'Afers Exteriors i del Ministeri de Defensa a Tirana, funcions que van delegar al govern de Roma amb un "tractat" del 3 de juny, indiquen la centralitat del seu paper; fins i tot la constitució del Partit Feixista Albanès, instada per Achille Starace ja a l'abril (quan va aterrar triomfant a Albània rebut amb 19 salutacions de canó), va ser sotmesa a autorització per Ciano (que la va concedir només al juny i que va permetre la seva formalització només el març de l'any següent, posant el seu amic personal Tefik Mborja al capdavant).
El 13 d'abril, Ciano es va dirigir immediatament als albanesos com a gestor directe de la seva nació, assegurant-los que les seves aspiracions nacionals serien recolzades per Itàlia també pel que fa a l'ampliació de les fronteres, qüestió que a la pràctica es referia a la recuperació de les àrees suposadament "albaneses" als territoris grecs i iugoslaus; Com que les proclames adreçades al Ministeri d'Afers Exteriors d'Albanès (que aviat s'aboliria) eren motiu de preocupació per als països veïns, Ciano es va afanyar a assenyalar-los (una setmana més tard, a Venècia) el desinterès d'Itàlia pel tema i el caràcter instrumental de les declaracions. No obstant això, va crear una Oficina Especial d'Irredentisme que , entre les seves tasques ocultes, també tenia la de preparar una estructura militar clandestina de moment, que es creia no llunyana, en la qual esclataria una crisi a Iugoslàvia . Moltes fonts han afirmat que en coincidència temporal amb l'annexió, la fortuna personal de Ciano va créixer d'una manera obscura i ràpida.

### La Segona Guerra Mundial
Abans de la Segona Guerra Mundial, Mussolini podria haver estat preparant Ciano per succeir-lo com a Duce. A l'inici de la Segona Guerra Mundial , quan ja eren ben conegudes les seves posicions antialemanyes, molts observadors creuen que Ciano va tenir la major influència en la formulació de la "no bel·ligerància". Cal recordar que tant Mussolini com Ciano estaven convençuts que un atac alemany a Polònia hauria desencadenat la Segona Guerra Mundial, per a la qual Itàlia no estava absolutament preparada. Tots dos es van presentar per una conferència de pau que es celebraria el 3 de setembre de 1939 amb un alto el foc. La conferència no es va dur a terme, malgrat el suport alemany, per l'oposició del Regne Unit, que demanava una retirada unilateral prèvia d'Alemanya.
A l'inici de la guerra el 1939, Ciano no estava d'acord amb els plans de Mussolini i sabia que les forces armades italianes estaven mal preparades per a una guerra important. Sempre amb l'objectiu d'evitar la implicació italiana, alguns historiadors citen la famosa carta a Hitler (que pressionava perquè Itàlia participés en el conflicte), que ha passat a la història com la llista del molibdè, en la qual Alemanya es demanava una increïble quantitat de mitjans i armament (que es calculava que hauria requerit, només per al transport, 17.000 trens). Ciano havia convidat humilment els funcionaris militars a no participar en "optimisme criminal" a l'hora d'elaborar la seva "llista de la compra".
Ciano es va desencantar cada cop més amb l'Alemanya nazi i el transcurs de la Segona Guerra Mundial, encara que quan el règim italià es va embarcar en una "guerra paral·lela" desaconsellada al costat d'Alemanya, va continuar, malgrat la terriblement executada invasió italiana de Grècia i els seus posteriors contratemps. Abans de la campanya alemanya a França el 1940, Ciano va filtrar un avís d'una invasió imminent a la neutral Bèlgica.
El 10 de juny de 1940, el major Ciano era el comandant del CV Gruppo S.M.79 de la 46a ala a l'aeroport de Pisa-San Giusto. Quan Itàlia va entrar en una guerra que semblava acabada, va ser Ciano, per la funció que tenia, qui va lliurar les declaracions als ambaixadors de França i del Regne Unit  En aquell moment, Ciano va escriure al seu diari: "Estic trist, molt trist. L'aventura comença. Que Déu ajudi Itàlia!"  Uns mesos més tard va ser un dels partidaris de la guerra contra Grècia. La Grècia del general Ioannis Metaxas havia signat un acord comercial amb el Regne Unit el gener de 1940 que posava la flota naval mercant grega al ple servei de l'armada britànica, desplegant el país formalment neutral a la pràctica contra les forces de l'Eix al Mediterrani. Després d'una llarga sèrie d'enfrontaments navals, la invasió terrestre italiana va començar des d'Albània el 28 d'octubre de 1940, però es va trobar amb dificultats operatives considerables.
Al llarg de 1941 i després, Ciano va fer comentaris despectius i sarcàstics sobre Mussolini a les seves esquenes i es va sorprendre que aquests comentaris fossin informats al Duce, que no se'ls va prendre a la lleugera; per la seva banda, Ciano ignorava els amics benintencionats que aconsellaven moderació. A més, amics i coneguts van demanar la seva protecció i ajuda en diversos assumptes que no tenien a veure amb la seva posició oficial, que al seu torn van donar lloc a més comentaris càustics. Davant les dificultats que es van trobar, en canvi, registrant els primers indicis de negativitat en els fets bèl·lics, Ciano no es va demorar a tornar a posicions més dubtoses, expressant les seves perplexitats tant “dins de la família” com a la resta de jerarques. També pels rols que va ocupar, amb especial referència a les relacions amb el Regne Unit , una freqüentació operativa més intensa el va portar a engrossir la relació amb Dino Grandi, qui, després de la mort d'Italo Balbo, es va mantenir com l'exponent més independent de la direcció feixista.  A més, dos incidents relativament menors van ferir la seva exagerada importància i vanitat. Un va ser el fet de ser exclòs d'una projectada reunió entre Mussolini i Franco. L'altre consistia en ser increpat per una celebració bulliciosa d'un aviador a Bari; va escriure una carta a Mussolini dient que el Duce havia "obert una ferida en ell que mai es podrà tancar". La seva pròpia autoestima semblava enfosquir el seu judici, oblidant que havia adquirit la seva posició casant-se amb la filla de Mussolini.
El 1942 Víctor Manuel III el va nomenar comte de Buccari , a més del títol de comte de Cortellazzo que havia estat conferit al seu pare Costanzo després de la Primera Guerra Mundial.
A finals de 1942 i principis de 1943, després de la derrota de l'Eix al nord d'Àfrica, d'altres contratemps importants al front oriental i amb un assalt angloamericà a Sicília, Ciano es va tornar contra la guerra condemnada i va impulsar activament la sortida d'Itàlia del conflicte. Va ser silenciat en ser destituït del seu càrrec de ministre d'Afers Exteriors. La resta del gabinet també es va retirar el 5 de febrer de 1943.
A la primavera de 1943 , amb motiu d'una remodelació dels rols institucionals amb què Mussolini esperava tornar a confiar càrrecs clau a homes de certa confiança, Ciano va ser enviat com a ambaixador al Vaticà.
Amb la fi del seu mandat com a ministre, també va acabar la redacció dels famosos Diaris, acabats el 8 de febrer de 1943.

### Ambaixador davant la Santa Seu
A Ciano se li va oferir el càrrec d'ambaixador a la Santa Seu, i va presentar les seves credencials al papa Pius XII l'1 de març. En aquest paper va romandre a Roma, vigilat de prop per Mussolini. La posició del règim s'havia tornat encara més inestable l'estiu vinent, però, i els cercles judicials ja estaven sondejant els comandaments aliats per algun tipus d'acord. Va ser en aquest moment quan la seva relació amb monsenyor Montini va assolir la seva màxima intensitat, mantenint el règim feixista en contacte amb totes les principals potències internacionals, a través de la mediació de l'influent prelat.
El 25 de juliol de 1943, quan l'oposició interna liderada per Dino Grandi (que actuava coordinat amb el Quirinal) estava finalment a punt de derrotar Mussolini , Ciano s'hi uní. De fet, al Gran Consell del Feixisme, Mussolini va convocar el Gran Consell Feixista a la seva primera reunió des de 1939, impulsat per la invasió aliada de Sicília . En aquella reunió, Mussolini va anunciar que els alemanys estaven pensant a evacuar el sud. Això va portar a Dino Grandi a llançar un atac ampolla contra el seu company de tota la vida. Grandi va posar sobre la taula una resolució demanant al rei Víctor Manuel III que reprengués els seus plens poders constitucionals, de fet, una votació que va conduir a la destitució de Mussolini del lideratge. Ciano va votar la moció de Grandi (moció que va sortir victoriosa per un marge inesperadament gran, 19–8), aprovant així la indicació continguda en la moció, destinada a garantir que el rei recuperés el control de l'exèrcit i el govern de la nació; a la pràctica, el de Ciano va ser un vot molt pesat amb conseqüències irreversibles contra el seu sogre. Fa temps que s'especula sobre els motius reals del suport de Ciano a la proposta de Grandi, atès que devia haver arribat a la votació de la famosa moció després d'haver-la discutit amb el Duce, que havia estat informat pel mateix Grandi amb uns dies d'antelació (però Mussolini, s'ha apuntat, també devia ser molt conscient del suport del seu gendre). Segurament Ciano va compartir amb els altres dos jerarques la consideració que el temps del feixisme havia arribat a la seva fi però, potser, encara considerant-se candidat a la successió, va pensar que en una nova reformulació gattopardesca poc canviaria i que seguiria de moda.
El vot de Ciano va ser, des d'una perspectiva d'imatge pública, el cop més greu que va infligir al prestigi del cap del règim, que de fet va sentir que ja no era de confiança ni el seu gendre. Les previsions optimistes de Ciano, que preveien remodelacions i ajustos després d'aquest tipus de cop (de fet va dir a Bottai que esperava que les coses s'"arreglissin"), es van esfondrar juntament amb la desil·lusió de Grandi, que creia que havia actuat per cedir el comandament al mariscal d'Itàlia Enrico Caviglia i que, en canvi, va veure com el poder, en canvi, anava a parar a les mans del desagradable Pietro Badoglio.
Mussolini no esperava que la votació tingués un efecte substantiu, i es va presentar a la feina l'endemà al matí com de costum. Aquella tarda, el rei el va convocar a Vila Savoia i el va destituir del càrrec. En sortir de la vil·la, Mussolini va ser detingut, però els nazis l'alliberaren i a Salò, al nord d'Itàlia, va fundar a la República Social Italiana, un estat titella d'Alemanya.
Badoglio hauria trencat sobtadament totes les expectatives dels jerarques, desplegant tot un aparell totalment "del rei" i començant immediatament la desfeixisme de l' Estat . Si Bottai n'estava gairebé content, Grandi es va sorprendre (més que res per l'actitud poc clara del Sobirà); Ciano –que havia renunciat a l'ambaixada al Vaticà el 31 de juliol – va ser, en canvi, qui es va veure més desconcertat i, a diferència dels altres dos, va tardar a salvar-se. En la seva consternació, que es va veure exacerbada poc després per l'armistici de Cassibile, va intentar en va organitzar un exili protegit per a la seva família, però el Vaticà es va negar a amagar-los. En els turbulents dies d'agost de 1943 va fugir a Munic, convençut que hi trobaria protecció i un avió cap a Espanya, sense saber que mentrestant Vittorio Mussolini, Roberto Farinacci i Alessandro Pavolini acusaven a la ràdio els traïdors del feixisme i, en particular, a ell, que esdevenia el principal objectiu.

### Procès de Verona i mort

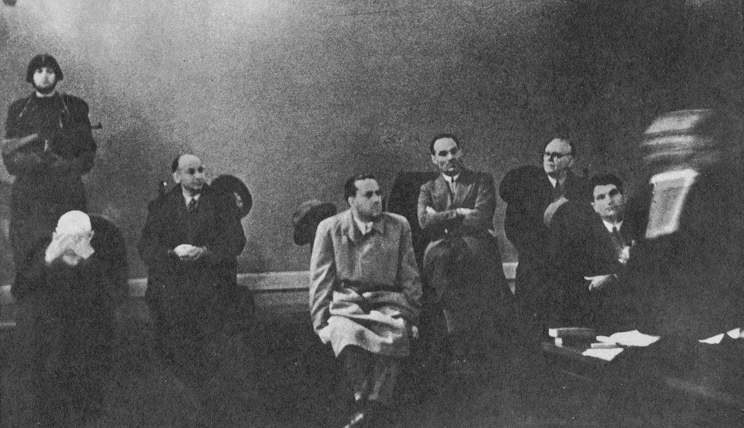
Procés a Ciano a Verona, 1944.

Ciano va ser destituït del seu càrrec pel nou govern d'Itàlia instaurat després que el seu sogre fos enderrocat. Ciano, Edda i els seus tres fills van fugir a Alemanya el 28 d'agost de 1943 per por de ser arrestats pel nou govern italià. El 17 d'octubre de 1943, Ciano va ser extradit a Itàlia a petició explícita del recentment format Partit Republicà Feixista de ser empresonat; la seva muller Edda i els seus fills havien tornat a Itàlia uns dies abans.Aleshores va ser detingut formalment acusat de traïció. Sota la pressió alemanya i feixista, Mussolini va fer empresonar Ciano abans de ser jutjat i declarat culpable.
Alessandro Pavolini va establir el judici per als "traïdors" del 25 de juliol, i el vot al Gran Consell va ser considerat alta traïció. Durant el judici, els investigadors van tractar a Ciano de manera gairebé benevolent, per por que Ciano revelés esdeveniments secrets que no eren benvinguts per al règim feixista.
Després d'una ràpida audiència pública, coneguda com el procés de Verona, Ciano va ser declarat culpable juntament amb Marinelli, Gottardi, Pareschi i el vell general Emilio De Bono (juntament amb altres jerarques absents). El gendre del Duce va ser l'únic acusat que va ser condemnat a mort per afusellament per unanimitat: els altres van rebre 5 vots a favor i 4 en contra (Tullio Cianetti va tenir el resultat contrari), mentre que l'antic ministre d'Exteriors va ser condemnat a 9 a 0.
El vespre abans de la seva execució, Ciano es va negar inicialment a signar la petició de clemència al Duce però després, pressionat pels seus companys presoners, va acabar acceptant. Pavolini, molest, es va passar tota la nit buscant un funcionari que signés el rebuig de la petició de clemència. Tothom es va negar a signar; finalment va trobar, o millor dit, va obligar a un funcionari menor a signar contra la seva voluntat. Tanmateix, Mussolini no es va moure per salvar el seu gendre.

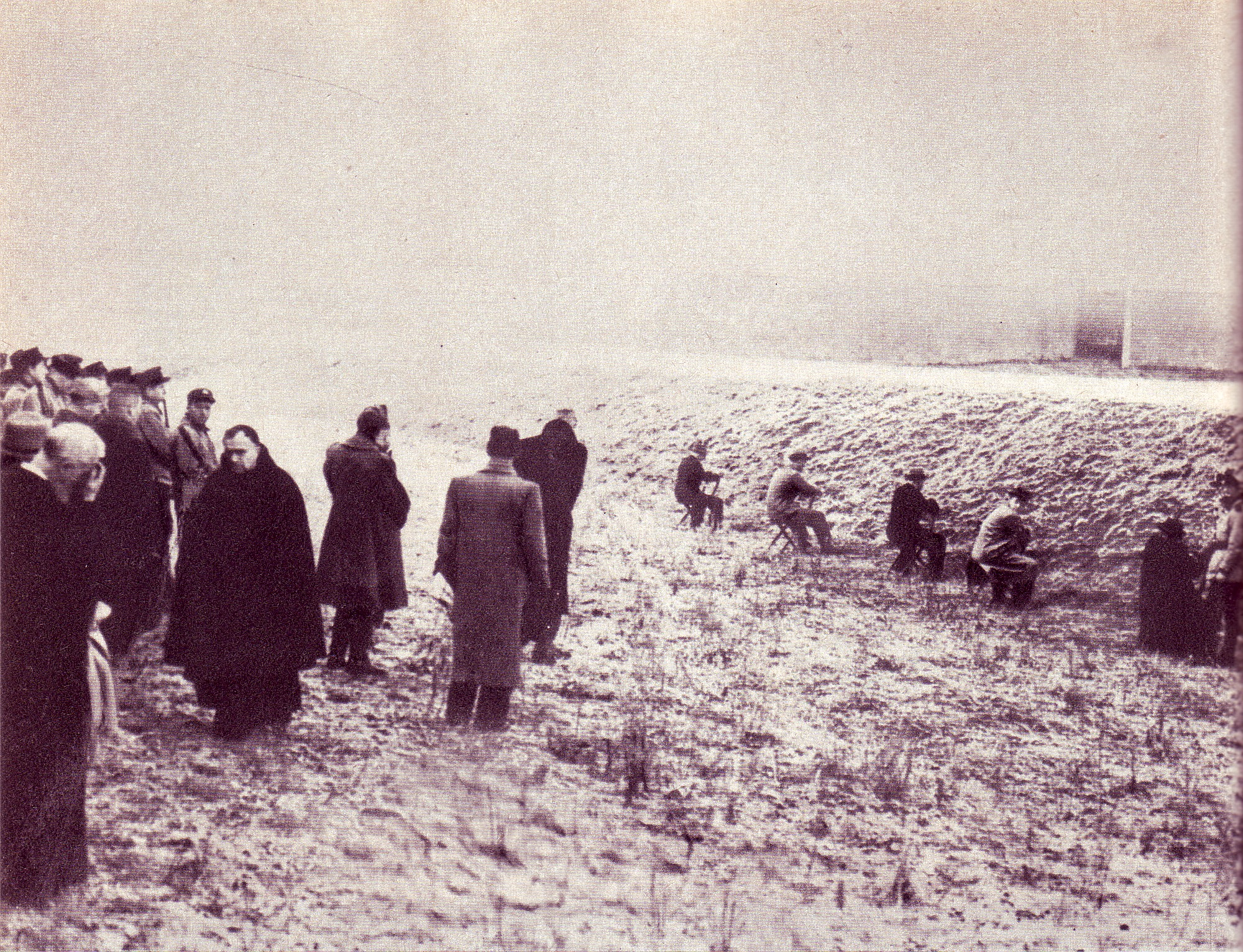
Afusellament dels condemnats al Procés de Verona. Ciano és el segon per la dreta, girat mirant l'escamot

L'11 de gener de 1944, Ciano va ser executat al camp de tir de Verona , juntament amb altres quatre antics membres del partit feixista, lligats a cadires i afusellats per l'esquena com era habitual amb els traïdors. Abans de ser afusellat, Ciano va dir les següents paraules a mossèn Chiot: "Que sàpiguen els meus fills que estic morint sense rancor cap a ningú. Tots estem atrapats en la mateixa tempesta". Abans que sonessin els trets, es va girar cap a l'escamot d'afusellament abans de pronunciar les seves últimes paraules: "Visca Itàlia!"Un càmera alemany va filmar tota l' escena. Ciano no va morir immediatament: els afusellats, asseguts i de cara enrere, oferien un objectiu més difícil per als seus òrgans vitals; l'escamot d'afusellament no va disparar a poca distància i va ser necessari el cop de gràcia amb dues bales al cap. El metratge en brut, realitzat pel càmera alemany i desaparegut durant els primers governs De Gasperi, va ser trobat gràcies a Renzo De Felice.
Hi ha hagut molt debat sobre si aquesta conclusió significava que Mussolini no volia protegir el seu parent, o simplement que no podia, tement la probable reacció de Hitler. El general Karl Wolff quan Mussolini li va preguntar: "Si indultés el meu gendre, el Führer s'ho prendria malament?" ell va respondre: "Certament que sí, Duce ". Molts observadors assenyalen que si Mussolini hagués commutat la condemna a mort de Ciano , ell mateix hauria perdut la credibilitat restant. L'Edda, sincerament estimada de Ciano, va travessar mitja Itàlia amb mitjans improvisats per arribar a la seu de la RSI i després a la presó, però tots els seus intents d'ajuda, incloses les dramàtiques súpliques al seu pare (que tanmateix la considerava la seva filla preferida), van ser en va.
Després de l'execució, Edda va fugir a Suïssa , emportant-se amb ella els preciosos diaris del seu marit, amagats sota el seu abric de pell ple de butxaques, juntament amb algunes joies i una carta per a la seva mare, Donna Rachele. El corresponsal de guerra Paul Ghali del Chicago Daily News es va assabentar del seu internament secret en un convent suís i va organitzar la publicació dels diaris. Revelen, encara que amb adorns i reescriptures postdatades, la història secreta del règim feixista des del 1937 fins al 1943 i es consideren una font històrica primària (els dietaris són estrictament polítics i contenen poca cosa de la vida privada de Ciano).
El cos de Ciano descansa ara al cementiri Purificazione de Livorno .

#### L'Operació Conte
Entre 1943 i 1944 es va desenvolupar un pla que tenia com a objectiu l'alliberament de Ciano a canvi dels seus diaris que implicava el tinent coronel Wilhelm Höttl, cap del servei secret alemany a Itàlia i Ernst Kaltenbrunner, comandant en cap del Reichssicherheitshauptamt, responsable de les operacions dels serveis secrets a Alemanya i a l'estranger. Es preveia una acció contundent alemanya per alliberar Ciano i adquirir els diaris, tal com va proposar Frau Beetz, el 28 de desembre, al general Harster. L'operació, que se suposava que s'havia de dur a terme sense que Hitler en sabés res, es va anomenar "Operació Conte". L'operació va ser bloquejada per Hitler que, havent-se assabentat de l'assumpte, va decidir no donar-hi la seva aprovació.

## Els Diaris
Ciano és recordat pels seus "Diaris 1937–1943", un registre diari revelador de les seves reunions amb Mussolini, Hitler, Ribbentrop, ambaixadors estrangers i altres personatges polítics, i per la seva meticulositat, representen una font històrica de primera importància. Edda va intentar intercanviar els seus papers als alemanys a canvi de la seva vida; els agents de la Gestapo van ajudar el seu confident Emilio Pucci a rescatar-ne alguns de Roma. Pucci era llavors tinent de la Força Aèria Italiana, però trobaria fama després de la guerra com a dissenyador de moda. Quan Hitler va vetar el pla, va amagar la major part dels papers en una clínica de Ramiola , prop de Medesano i el 9 de gener de 1944, Pucci va ajudar a Edda a escapar a Suïssa amb cinc diaris que cobrien els anys de guerra que després van ser enterrats sota un roser. El diari es va publicar per primera vegada en anglès a Londres l'any 1946, editat per Malcolm Muggeridge, que cobreix entre 1939 i 1943. La versió completa en anglès es va publicar l'any 2002.
Generalment considerats (a partir de l'estudi de Mario Toscano) com escrits amb una certa sinceritat bàsica, descriuen la fase històrica més crítica del segle xx italià, revelant les raons i els motius de molts fets que van tenir una importància cabdal. Gràcies a aquestes dades ara és possible reconstruir (amb la màxima utilitat cronològica) els esdeveniments del període vists des de l'aparell del règim.
Cal dir, però, que, quasi òbviament, diversos estudis han intentat investigar l'exactitud històrica del que es narra. Partint d'una banal confusió de noms entre Roma i Rommel (el general alemany), que contenia en si mateix un anacronisme que despertava més d'uns quants dubtes. La circumstància, precisament, es refereix a la història del conegut telegrama enviat a Mussolini pel general Rodolfo Graziani des d'Àfrica, i el nom de Rommel s'escriu el 12 de desembre de 1940 (indicat erròniament el 13), però el general no tenia res a veure amb els assumptes italians (excepte els fets de Caporetto a la Primera Guerra Mundial a l'Àfrica, excepte amb la seva arribada a l'Àfrica a la primavera de 1941  i el text evidentment es refereix a Roma.
La discrepància va ser descoberta per Andreas Hillgruber i va portar David Irving a negar la fiabilitat de tota l'obra, però també a fer responsable de l'error Renzo De Felice, editor d'una edició força coneguda i en una posició, si més no, aïllada respecte a les tendències historiogràfiques de l'època.
S'havia recollit informació –feta pública per gent del seu entorn– que Ciano, després de la seva destitució del Ministeri (febrer de 1943), havia dedicat molt de temps a reescriure alguns passatges i la hipòtesi (que en el seu moment va rebre nombroses confirmacions testimonials) va alarmar els historiadors, que tan aviat com va poder realitzar comparacions entre les còpies dels microfilms de les Allen Dulles de les agendes d'Edda; de fet, es van descobrir diverses manipulacions que havien estat realitzades pel mateix Ciano, que havia esborrat aproximadament un cert nombre de dates, però la mateixa cruesa dels esborrats va fer descartar la possibilitat que s'hagués dedicat a una reescriptura completa (que, segons es va deduir, no hauria deixat cap constància).
Fins i tot una lectura del contingut, a més, exclou la possibilitat que hagués fet reescriptures convenients: l'any 1943 la seva ben coneguda declaració del 12 d'octubre de 1940, quan va definir d'"útil i fàcil" la guerra contra Grècia que estava a punt d'iniciar-se, ja era molt vergonyosa, però la frase no va ser eliminada (igual que altres com a mínims) i contrastaria igualment amb el desafortunat caràcter d'aquest autor. per diversos crítics.

## Judici històric

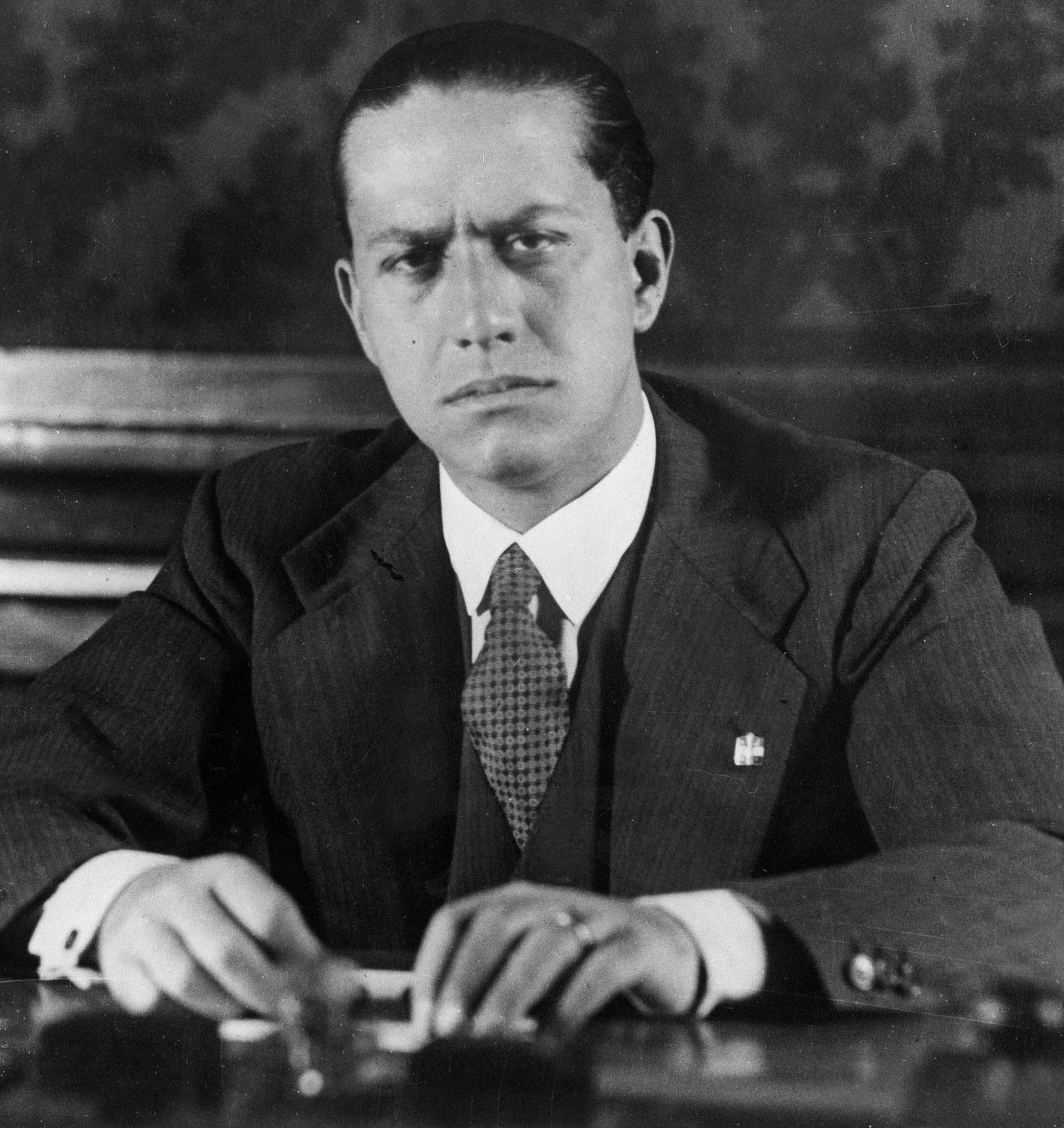
Galeazzo Ciano

Considerat per molts un nen prodigi, per altres un enfant gaté o un snob, obert a l'especulació i al cinisme, Ciano esdevingué un traïdor per als feixistes de Salò. Giuseppe Bottai el va definir com "un home dividit en dues meitats, una excepcional i l'altra descuidada i superficial, un home culte i dotat i ignorant fins i tot de les coses més conegudes, una part refinada i distingida, l'altra baixa i vulgar, dues meitats laboriosament unides..." Tenia una lletja veu nasal i infantil, una veu "cap" a l'època; el seu gran complex que segons molts li va impedir ser un orador rotund com el seu sogre.
Ciano va tenir dos grans "amors", el seu pare i Mussolini; de vegades, escoltant els discursos del seu sogre a la ràdio, es deixava dominar per llàgrimes incontrolables de devoció. Ciano afalagava Mussolini, que considerava el seu gendre un possible successor, però també el seu testimoni directe, una mena de "registrador" de la Història que traçava, que podia transmetre la grandesa del "personatge" Mussolini, fins al punt que un dia va donar al seu gendre una pàgina dels seus misteriosos diaris.
A Mussolini va sorprendre comentaris i acudits sovint mordaços i brutals sobre persones, esdeveniments i coses, i li encantava sorprendre'l amb les seves orquestracions oratòries a les grans concentracions del partit. En Ciano agafava apunts cada dia: així es formaven els famosos dietaris. En aquest duo gendre i sogre- Duce , l'assessor de confiança de Ciano es va convertir finalment en un hàbil influenciador i manipulador que va saber influir i frenar el seu cap, aprenent els seus acudits i punts de vista; es pot dir que en un moment donat les regnes del poder les va tenir indirectament Ciano, que va ser en bona part el "catalitzador" de la política feixista fins al 1943.
Ciano assenyala que els deliris de grandesa de Mussolini van prevaler sobre les possibilitats i necessitats reals d'Itàlia, i que el seu sogre tenia més por de perdre el seu prestigi mundial que de declarar la guerra. La fatal aliança amb l'Alemanya nazi el va obligar a abandonar les polítiques pro-occidentals que havia donat suport fins a la seva agressió contra Etiòpia. La competència d'Hitler el va fer furiós i intractable: havia rebut un dur cop amb les noves expansions i victòries alemanyes que va intentar, en la mesura del possible, igualar. Al cop d'estat alemany a Praga va contrarestar amb la conquesta d'Albània. Es va lligar a l'Alemanya nazi victoriosa amb el Pacte d'Acer, per llançar a la cara de les "demo-plutocràcies" un instrument amb el qual podia inculcar por i por. Els primers dies de setembre de 1939, en esclatar el conflicte, Mussolini va enviar la declaració de guerra a l'ambaixada italiana a Berlín, disposat a entrar en el camp de seguida. Ciano va fer el "miracle" i va aturar la guerra a les portes actuant sobre el seu sogre.
L'any 1940 Europa es va ensorrar sota la bota alemanya i Mussolini, furiós per haver perdut la seva gran oportunitat personal, va culpar i insultar per això a Ciano, titllant-lo d'"imbècil". Va entrar en guerra el 10 de juny de 1940: Ciano va assenyalar que hauria entrat de totes maneres encara que Anglaterra i França haguessin acceptat totes les seves reclamacions. Va continuar la seva guerra paral·lela: Egipte i Grècia van ser els seus moviments al tauler d'escacs per emular a Hitler. El canceller alemany va envair la Unió Soviètica però va avisar Mussolini arrossegant-lo del llit a mitja nit, després que l'operació ja hagués començat.
Va ser una altra desgràcia que va consumir Mussolini amb ràbia i enveja, que immediatament va declarar la guerra a l'URSS . El desembre de 1941, des del fatídic balcó del Palazzo Venezia fins i tot va arribar a declarar la guerra als Estats Units d'Amèrica. Però la màquina de guerra italiana estava tan poc preparada que va fer necessari el suport alemany a tot arreu per no sucumbir. El que inicialment havia semblat una guerra llampec per a Mussolini es va convertir en una guerra llarga i lacerant que va submergir Itàlia a l'abisme d'un desastre sense precedents. Ciano va veure materialitzar l'espectre de la invasió enemiga, el bombardeig de Roma i la desesperació popular.
Ciano va intentar ser el complidor dels somnis i ordres megalòmans de Mussolini ("Tot està fet per fer-lo feliç...") i això fa que la seva figura sigui servil i cortès. A ell li devem, entre altres coses, el suport total a la intervenció en la Guerra Civil Espanyola, l'innoble implementació del crim dels germans Rosselli decidit per Mussolini, l' expulsió de Starace com a secretari del PNF i la seva substitució pel difícil amic Ettore Muti, l'empresa de la conquesta d'Albània , la "no bel·ligerància" italiana de 10 mesos, la desastrosa campanya de Grècia, que va ser certament l'error més anormal de la vida política de Ciano. No va aconseguir aturar, o potser no va voler, el Pacte d'Acer encara que el mateix Ciano, en els seus escrits, el va condemnar més tard com un gran desastre per al poble italià.
Ciano també és en part responsable del "cop d'estat" del 25 de juliol, en el qual se suposava que un nombrós grup de jerarques havien de votar la censura a Mussolini per obligar-lo, en conseqüència, a dimitir en mans del Rei. L'odi, els rancors que havien estat adormits durant massa temps i una creixent intolerància aguda cap al bel·licisme i la desastrosa irresponsabilitat de Mussolini, van portar a Ciano a preparar la trampa per al seu sogre; potser esperava succeir-lo, però sens dubte ho va fer més per la salvació d'Itàlia i del règim sense imaginar-se ni de lluny que estava jugant el joc de la Corona que, al seu torn, havia preparat la seva pròpia inversió d'escena amb Badoglio. A la notícia de la "dimissió de Mussolini", el poble, exasperat per la guerra, es va aixecar, destruint la seu i els símbols del Partit Feixista, que literalment va desaparèixer en poques hores. Ciano va caure en una desesperació total i fins i tot va demanar a Edda que li disparés: es volia suïcidar.
L'OVRA, la policia secreta de Mussolini , va presentar moltes notes confidencials sobre els hàbits sexuals fluixos de Ciano amb el sexe just, amb traïcions obertes per part de la seva dona, però això va agradar a Mussolini perquè també es reconeixia en aquest tipus de comportament. Ciano va ser acusat de consum habitual de cocaïna, tot i que era un higienista nat, tant és així que ni bevia ni fumava. Ciano era considerat un "nen de papà" molt ric, fatu i frívol, un home amb excel·lents connexions, entregat al golf i a tots els luxes de la "bona vida", i això alimentava una enveja i un odi fàcils que desembocaven en xafarderies, rancúnies i calúmnies; aquesta era la "punta de l'iceberg " visible de la vida de Ciano, que era una fúria motora subterrània de càlculs, polítiques invisibles però mortals, personatges, situacions i antipaties a destruir i pensaments constants cap als seus objectius desitjats, una ment molt refinada i una astúcia subtil, maquiavèlica i quan calia cínica.
Però la seva introspecció també amagava un caràcter tímid i submís, que mai va arribar al punt de la crueltat i les atrocitats gratuïtes; a més, aquesta mateixa timidesa el va convertir en un objectiu fàcil per als atacs dels oponents dins del Partit Feixista. Més d'una vegada el seu sogre va haver d'intervenir amb mà de ferro per defensar-lo. Mai podria haver estat un líder absolut, essent temperament inadequat i incapaç d'ocupar aquesta posició, però va saber convertir-se en un poderós segon al comandament treballant a l'ombra d'un líder , com ho era de fet. Home d'una intel·ligència indubtable, va viure la seva vida unes vegades de manera coherent, d'altres de manera feble, però sempre va saber tenir una certa dignitat en moments greus com el dia de la seva mort. També s'ha constatat que Ciano, actuant indirectament amb les ambaixades europees, va salvar la vida d'aproximadament deu mil jueus, d'altra banda destinats als camps de concentració nazis.
De vegades va mostrar la capacitat d'una visió política del futur més aguda i previsora que la del Duce i els alemanys, preveient correctament els seus capgiraments bèl·lics. Va tenir més coratge personal que Mussolini en tractar amb Hitler, que li va causar poca admiració. L'any 1939 pronuncià un discurs a la Cambra de Fasci i Corporacions "imbuït d'un subtil odi antialemany" que li valgué grans ovacions del públic i una carta de protecció de Mussolini a Hitler en la qual el Duce deia: "Aquest discurs és la meva aprovació des de la primera fins a l'última paraula...". El ministre de propaganda nazi Joseph Goebbels va dir que Ciano era un "bolet verinós que cal erradicar..."
Fins al 1940 Ciano va donar suport a la neutralitat d'Itàlia en el conflicte europeu, però un cop Mussolini va decidir entrar a la guerra va romandre en la seva posició.
El Duce rebia cartes setmanals, fins i tot anònimes, en què denunciaven la conducta temerària del seu gendre com a gastador i bon vivant, així com el seu nepotisme, però Mussolini, lligat a Ciano per un sincer afecte filial, ho va deixar anar. A Ciano li agradava lluir el seu títol nobiliari, les luxoses residències plenes d'antiguitats que li agradava col·leccionar, el colossal mausoleu de Ciano, el monument que havia construït per a ell i la seva família als turons de sobre Livorno i que se suposava que havia d'immortalitzar la dinastia Ciano.
En els cercles socials Ciano va rebre el sobrenom de "Gallo" mentre temeràriament es deixava entrar en confidències polítiques confidencials per sorprendre el seu públic, tant és així que es va guanyar el títol de "ministre xerraire". Socialite i buscador del plaer, s'agradava físicament i utilitzava el seu encant per seduir tant dones aristocràtiques com comunes. La vida de confort i luxe el va recarregar, considerant-lo un merescut “after work” on “refrescar la força i l'esperit per a la feina de demà”. El seu pare Constantí li va inculcar l'honor, l'amor al país i a la família.
Un retrat eficaç de Galeazzo i la seva vida social es pot trobar al llibre Kaputt de l'escriptor Curzio Malaparte.

## Descendència
Galeazzo Ciano va tenir tres fills amb Edda Mussolini:
- Fabrizio Ciano, III comte de Cortellazzo i Buccari (Xangai , 1 d'octubre de 1931 - San José ( Costa Rica ), 8 d'abril de 2008), es va casar amb Beatriz Uzcategui Jahn, amb qui no tenia hereus.
- Raimonda Ciano ( Roma , 12 de desembre de 1933 - Roma , 24 de maig de 1998), casada amb el noble Alessandro Giunta (1929), fill de Francesco Giunta i Zenaida del Gallo, marquesa de Roccagiovine ( Roma , 1902 - San Paolo , 1988).
- Marzio Ciano, ( Roma , 18 de desembre de 1937 - 11 d'abril de 1974), es va casar amb Gloria Lucchesi amb qui va tenir:
  - Pietro Francesco, IV comte de Cortellazzo i Buccari (18 de juliol de 1962 - 3 d'octubre de 2023), que va tenir bessons amb Alessandra Monzini :[54]
    - Carlo, V comte de Cortellazzo i Buccari ( Roma , 21 de novembre de 2009)
    - Marzio ( Roma , 21 de novembre de 2009)

  - Lorenzo (15 de març de 1965).

## Condecoracions
Cavaller de l'Orde Suprem de la Santíssima Anunciació - 1939
 Cavaller de l'Orde Civil de Savoia - 1939
 Gran Creu de Cavaller de l'Orde de Sant Maurici i Sant Llàtzer - 1939
 Gran Creu de Cavaller de l'Orde de la Corona d'Itàlia
 Gran Creu de Cavaller de l'orde colonial de l'Estrella d'Itàlia
 Gran Creu de Cavaller de l'orde de la Besa (Regne d'Albània italià)
 Gran Creu de Cavaller de l'orde de Skanderbeg (Regne d'Albània italià)
 Medalla de Plata al Valor Militar – 18 de novembre de 1935
 Medalla de Plata al Valor Militar – 30 d'abril de 1936
 Medalla de Plata al Valor Militar – abril de 1941
 Creu al Mèrit de Guerra
 Medalla Commemorativa del Període Bèl·lic 1940-43
 Medalla commemorativa de l'Expedició a Albània 1939
 Medalla commemorativa de les operacions militars a l'Àfrica Oriental Italiana 1935-36
 Medalla Commemorativa de la Marxa sobre Roma
 Orde de l'esperó d'or (Santa Seu) – 22 de desembre de 1937
 Gran Creu de l'orde de Pius IX (Santa Seu) – 13 de novembre de 1937
 Gran Creu de Cavaller de l'orde del Lleó Blanc (Txecoslovàquia) – 7 de juny de 1937
 Gran Creu de Cavaller de l'orde eqüestre del Sant Sepulcre de Jerusalem (Santa Seu)
 Gran Creu de Cavaller Magistral del Sobirà orde de Malta
 Gran Creu de Cavaller de l'orde de l'Àliga Alemanya (Tercer Reich)
 Cavaller de l'orde de l'Àliga Blanca (Polònia) - 1938
 Collar de l'orde d'Isabel la Catòlica (Espanya) – 18 de juliol de 1938
 Collar de l'orde imperial del Jou i les Fletxes (Espanya) – 9 de juliol de 1939

## Note
1. ↑  Pavolini havia esta un gran amic de Ciano, amb una confiança extraordinària, i al que devia tota la seva carrera política, sorgida precisament de la seva amistat amb el poderós gendre del Duce. D'home petit, discret i reservat es va transformar, durant la R.S.I. en un justicier fanàtic i ferotge contra Ciano, el retorn del qual potser temia.
2. ↑  Ciano va ser el preu pagat per Mussolini per reconstruir-se una credibilitat a ulls de Hitler després de la traïció italiana del 8 de setembre.